# Rhodelphidia
Rhodelphidia jsou nově objevenou (v r. 2019) nepočetnou skupinou vodních eukaryot, zahrnujících jediný popsaný rod Rhodelphis s pouhými třemi známými druhy. Jsou však významní z fylogenetického hlediska, neboť se jedná o jednu z pěti základních linií rostlin ve smyslu Archaeplastida (vedle picozoí, ruduch, glaukofyt a zelených rostlin). Fylogenomické analýzy ukazují, že společně s ruduchami a Picozoa pravděpodobně tvoří přirozený klad, který byl nazván Rhodaria.

## Popis
Ačkoli jsou Rhodelphidia sesterskou skupinou ruduch, mnohé jejich vlastnosti jsou takřka opačné: Jedná se o jednobuněčná, volně pohyblivá vodní eukaryota se dvěma bičíky, z nichž
zadní je „ochmýřený“ (po celé délce z jeho povrchu vybíhají v jedné řadě tenké mastigonemy). Bičíky jsou ukotvené v kolmo postavených bazálních tělíscích obdobných centriolám.
Jaderný genom je oproti ruduchám mnohonásobně větší a bohatý na introny.
Analýzou genomu a transkriptomu byla prokázána existence reliktního primárního plastidu (mikroskopem pozorován nebyl), který však již ztratil své geny i schopnost fotosyntézy, ale probíhá v něm pravděpodobně biosyntéza hemů, isoprenoidů cytosolu a mastných kyselin.
Živí se jako predátoři bakterií a drobných eukaryot, které pohlcují fagocytózou.

## Systém a fylogeneze
Rhodelphidia jsou formálně zařazeni v systému eukaryot jako kmen. Je popsán jediný rod se dvěma druhy:
Kmen: Rhodelphidia Tikhonenkov, Gawryluk, Mylnikov & Keeling, 2019
- Rod: Rhodelphis Tikhonenkov, Gawryluk, Mylnikov & Keeling, 2019[8]
  - Druh: Rhodelphis limneticus Tikhonenkov, Gawryluk, Mylnikov & Keeling, 2019[9]
    - objeven v ukrajinském jezeře Trubin (v povodí řeky Desna)[5]

  - Druh: Rhodelphis marinus Tikhonenkov, Gawryluk, Mylnikov & Keeling, 2019[10]
    - objeven v Jihočínském moři u pobřeží vietnamských ostrovů Con Dao[5]

  - Druh: Rhodelphis mylnikovi Prokina, Tikhonenkov, López-García & Moreira, 2023[11]
    - objeven ve sladkovodním jezírku Étang du Manet u francouzského města Montigny-le-Bretonneux v regionu Île-de-France[1]

Fylogenetická analýza prokázala sesterské postavení kmene Rhodelphidia k ruduchám. Jejich společná linie se podle této analýzy odvětvuje bazálně vzhledem k ostatním rostlinám (glaukofyty
a zelené rostliny) a Archaeplastida v ní vycházejí jako přirozená, monofyletická skupina (k ní sesterská skupina jsou Cryptista).